# Maurice Lemaire
Pour les articles homonymes, voir Lemaire.
Maurice Lemaire, né le 26 mai 1895 à Gerbépal (Vosges) et décédé le 20 janvier 1979 à Paris, est un ingénieur et homme politique français.

## Biographie
Ancien élève de l'École polytechnique (1919), il est ingénieur des chemins de fer, puis directeur général de la SNCF après la Libération.

### Ingénieur et chef d'entreprise nationalisée
Après sa sortie de l'École polytechnique, il est nommé chef de district à la Compagnie des chemins de fer du Nord où de nombreuses lignes ont été détruites par la guerre.  Il  est chargé de la remise en route du réseau et pour cela il imagine des procédés de nettoyage du ballast et de soufflage mesuré pour le nivellement des voies. Il est directeur général de la SNCF de 1946 à 1949 et président de l’Union Internationale des Chemins de fer ; il sera remplacé à ces postes par Louis Armand. Son fils François Lemaire est ancien élève de l'École polytechnique (1945), de même que son gendre Jean-François Fernique Nadau des Islets  (1939).

### Carrière politique
Il est député de la deuxième circonscription des Vosges de 1951 à 1978 sous les différentes étiquettes gaullistes (RPF, républicains-sociaux, UNR, UDR).
Il est également :
- maire de Colroy-la-Grande (Vosges) pendant trente ans (de 1947 à 1977) ;
- conseiller général du canton de Raon-l'Étape de 1951 à 1969 ;
- conseiller général du canton de Provenchères-sur-Fave de 1969 à 1978 ;
- conseiller régional de Lorraine de 1974 à 1978.

Il est surnommé « Saint-Pierre-du-Gros-Caillou » en raison d'une calvitie totale.

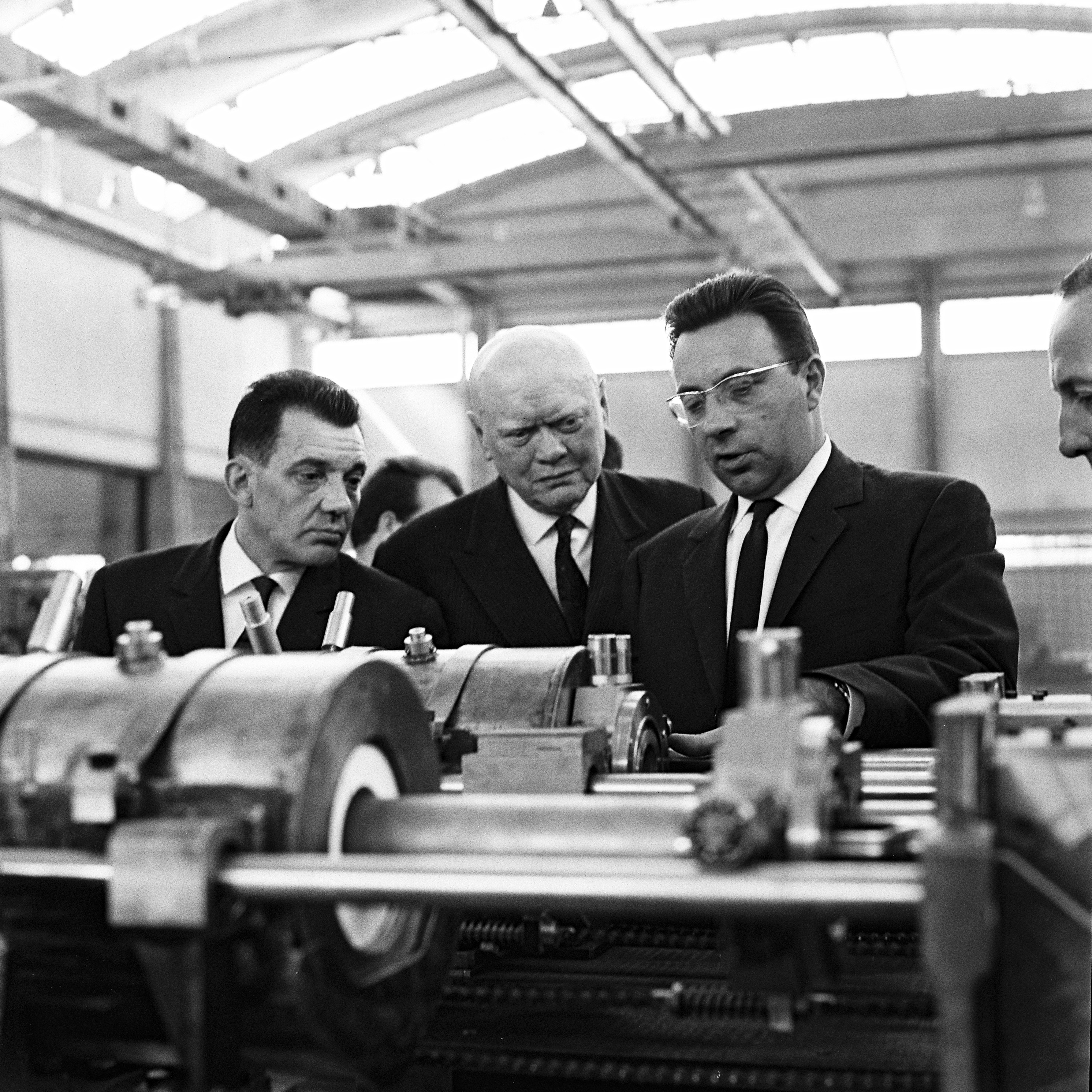
Maurice Lemaire (au centre) visitant le Centre commun de recherche d'Ispra en 1964.

Il siège à l'Assemblée commune de la Communauté européenne du charbon et de l'acier dès 1952.
Élu d'une région sinistrée par la guerre, il est le ministre de la reconstruction qu'interpelle, par lettre ouverte, l'abbé Pierre au cours de l'hiver 54.
Dans le film Hiver 54, l'abbé Pierre de Denis Amar, retraçant cet épisode, c'est de lui que s'inspire directement le personnage du ministre Letellier, interprété par Pierre Debauche.

### Fonctions gouvernementales
- Ministre de la reconstruction et du logement des gouvernements Joseph Laniel (du 28 juin 1953 au 18 juin 1954)
- Ministre de la reconstruction et du logement du gouvernement Pierre Mendès France (du 19 juin au 14 août 1954, puis du 12 novembre 1954 au 23 février 1955)
- Secrétaire d'État à l'industrie et au commerce du gouvernement Guy Mollet (du 21 février 1956 au 13 juin 1957)

## Œuvres
- Maurice Lemaire  Notre destin à l'heure du pétrole (1957), Hachette (Paris).
- Maurice Lemaire Le Logement pour tous est-il réalisable ?, Hôte d'honneur M. Maurice Lemaire,... Dîner-débat au Club Echos le jeudi 18 février 1954, Volume 126 de Les Echos, Les Echos, 1954, 36 pages

## Hommages

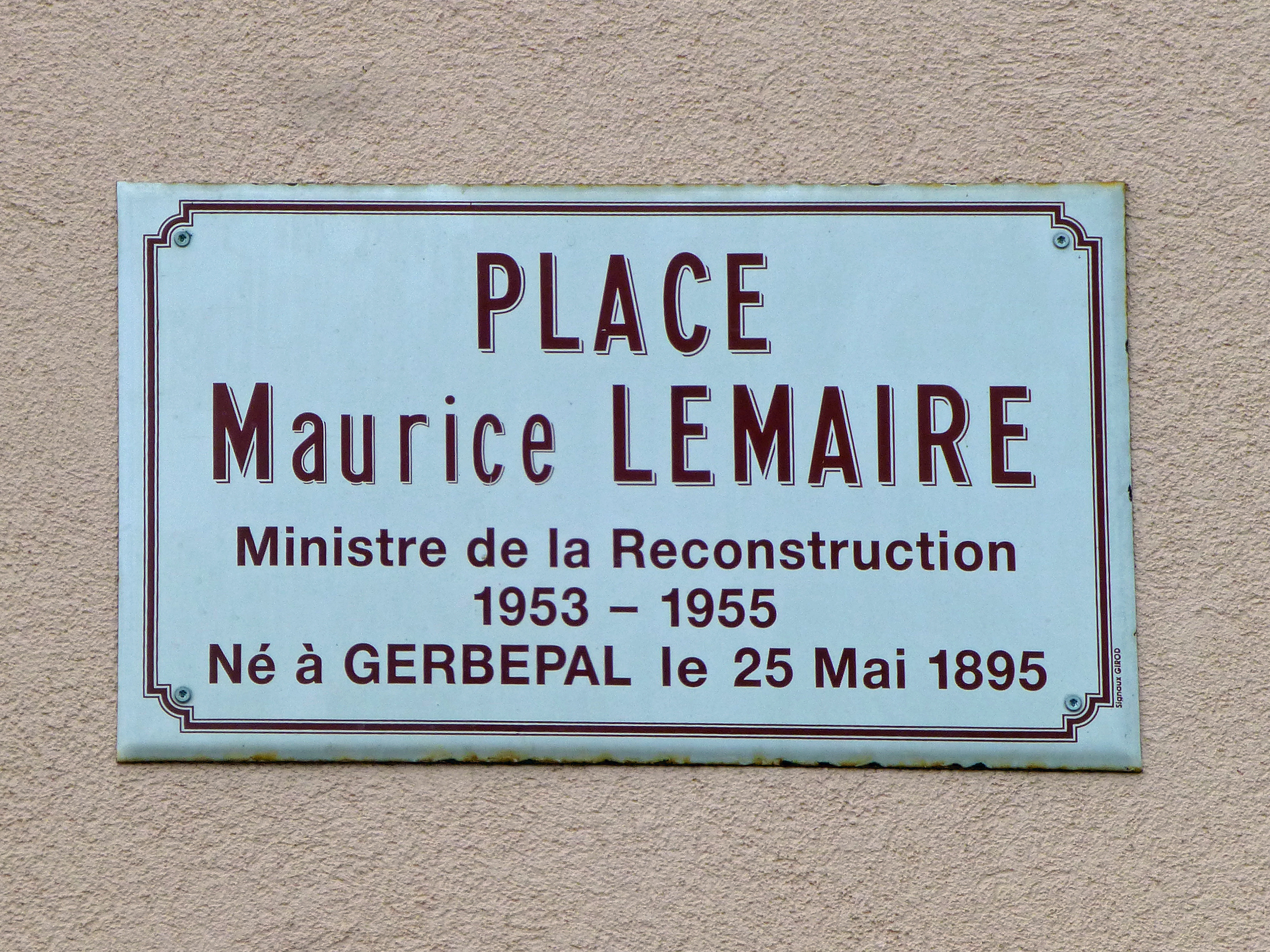
Place Maurice Lemaire à Gerbépal.

Le tunnel de Sainte-Marie-aux-Mines qui permet de franchir le massif des Vosges, dit Tunnel Maurice-Lemaire et la place principale de son village natal, Gerbépal, portent son nom, ainsi que des rues de plusieurs localités, dont Colroy-la-Grande, Dammarie-les-Lys et Saint-Dié-des-Vosges.